# Hoofdklasse schaken 1983/84
In het Hoofdklasse-seizoen 1983/84 werd gestreden door tien teams van schaakverenigingen om het landskampioenschap van Nederland. De Eindhovense Schaakvereniging, gesponsord door softwarebedrijf L&T, werd voor de eerste en enige keer in haar geschiedenis landskampioen.
Vanuit de Eerste Klasse 1982/83 waren De Variant Breda en Zukertort Amstelveen gepromoveerd. Beide teams wisten zich te handhaven. Verrassend was de degradatie van het VAS, dat vanaf de invoering van de landelijke Hoofdklasse bijna altijd op het hoogste niveau present was geweest. Schaakclub Utrecht degradeerde eveneens.

## Eindstand en kruistabel[1]
| #    | Team                    | MP | BP  | 01. | 02. | 03. | 04. | 05. | 06. | 07. | 08. | 09. | 010. |
| ---- | ----------------------- | -- | --- | --- | --- | --- | --- | --- | --- | --- | --- | --- | ---- |
| 01.  | L&T/Eindhoven           | 17 | 57½ | --  | 6   | 5   | 8   | 7   | 6½  | 7   | 6   | 6½  | 5½   |
| 02.  | De Variant Breda        | 12 | 51  | 4   | --  | 4   | 6   | 5   | 7½  | 7   | 7   | 5½  | 5    |
| 03.  | Volmac/Rotterdam        | 12 | 49½ | 5   | 6   | --  | 4½  | 5½  | 3½  | 7   | 5½  | 5   | 7½   |
| 04.  | Desisco/Watergraafsmeer | 11 | 47  | 2   | 4   | 5½  | --  | 5   | 8½  | 6   | 6½  | 7   | 2½   |
| 05.  | Amstelveen              | 10 | 47½ | 3   | 5   | 4½  | 5   | --  | 5½  | 6½  | 4½  | 7½  | 6    |
| 06.  | HSG                     | 9  | 42  | 3½  | 2½  | 6½  | 1½  | 4½  | --  | 5   | 5½  | 5½  | 7½   |
| 07.  | Philidor Leiden         | 7  | 39  | 3   | 3   | 3   | 4   | 3½  | 5   | --  | 5½  | 5½  | 6½   |
| 08.  | Philidor Leeuwarden     | 5  | 41  | 4   | 3   | 4½  | 3½  | 5½  | 4½  | 4½  | --  | 5   | 6½   |
| 09.  | VAS/ASC                 | 4  | 38½ | 3½  | 4½  | 5   | 3   | 2½  | 4½  | 4½  | 5   | --  | 6    |
| 010. | Utrecht                 | 3  | 37  | 4½  | 5   | 2½  | 7½  | 4   | 2½  | 3½  | 3½  | 4   | --   |

### Legenda
|  | Landskampioen |
|  | Degradant     |

Eerste klasse

1920/21 · 1921/22 · 1922/23 · 1923/24 · 1924/25 · 1925/26 · 1926/27 · 1927/28 · 1928/29 · 1929/30 · 1930/31 · 1931/32 · 1932/33 · 1933/34 · 1934/35 · 1935/36 · 1936/37 · 1937/38 · 1938/39 · 1939/40 · 1940/41 · 1941/42
Hoofdklasse

1942/43 · 1943/44 · 1944/45 · 1945/46 · 1946/47 · 1947/48 · 
1948/49 · 1949/50 · 1950/51 · 1951/52 · 1952/53 · 1953/54 · 1954/55 · 1955/56 · 1956/57 · 1957/58 · 1958/59 · 1959/60 · 1960/61 · 1961/62 · 1962/63 · 1963/64 · 1964/65 · 1965/66 · 1966/67 · 1967/68 · 1968/69 · 1969/70 · 1970/71 · 1971/72 · 1972/73 · 1973/74 · 1974/75 · 1975/76 · 1976/77 · 1977/78 · 1978/79 · 1979/80 · 1980/81 · 1981/82 · 1982/83 · 1983/84 · 1984/85 · 1985/86 · 1986/87 · 1987/88 · 1988/89 · 1990/91 · 1991/92 · 1992/93 · 1993/94 · 1994/95 · 1995/96
Meesterklasse

1996/97 · 1997/98 · 1998/99 · 1999/00 · 2000/01 · 2001/02 · 2002/03 · 2003/04 · 2004/05 · 2005/06 · 2006/07 · 2007/08 · 2008/09 · 2009/10 · 2010/11 · 2011/12 · 2012/13 · 2013/14 · 2014/15 · 2015/16 · 2016/17 · 2017/18· 2018/19 · 2019/20 · 2020/21 · 2021/22 · 2022/23 · 2023/24 · 2024/25